# Mary Gish
Mary Robinson McConnell Gish (n. 16 septembrie 1876, Dayton, Ohio, SUA – d. 16 septembrie 1948, New York City, New York, SUA) a fost mama actrițelor americane Lilian și Dorothy Gish.
În 1917 Mary și cele două fiice au călătorit în Anglia și Franța ca membri ai Companiei de film "Biograph Studios" (condusă de David Wark Griffith) cu scopul de face un film la ordinul Guvernului Britanic. Este sigur că ar fi vorba de filmul "Hearts of the World" (Inimile Lumii) în care sunt prezente cele "Trei Gish", Bobby Harron, D. W. Griffith și chiar Prim-Ministrul Britanic Lloyd George.

## Filmografie
- Two Daughters of Eve (1912)
- Judith of Bethulia (1914)
- Letters Entangled (1915)
- Hearts of the World (1918)